# Johann Nepomuk Batka der Ältere

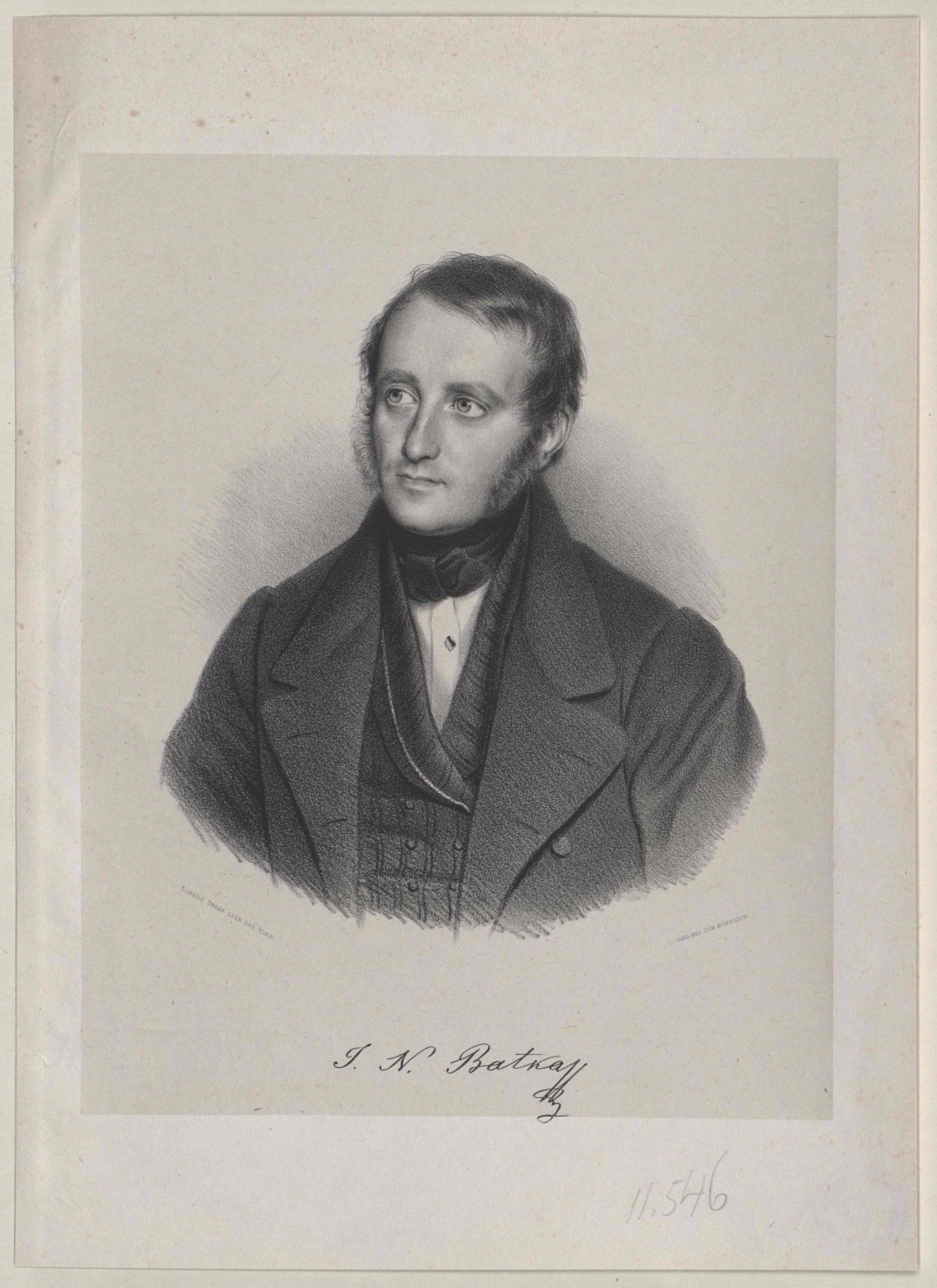
Johann Nepomuk Batka d. Ä.

Johann Nepomuk Batka d. Ä. (* 16. Juli 1795 in Johannesberg, Schlesien; † 13. August 1874 in Preßburg, Österreich-Ungarn) war ein Organist, Musikprofessor und Komponist.

## Leben
Johann Nepomuk Batka d. Ä. war der Nachfahre einer alten böhmischen Musikerfamilie. Bereits während seines Mittelschulstudiums widmete er sich der Musik, das „Musikerhandwerk“ erlernte er quasi als Autodidakt. 1814 kam er nach Wien, um an der dortigen Universität Philosophie zu studieren. In dieser Zeit lernte er auch Ludwig van Beethoven kennen. Ab 1816 wirkte er als Musiklehrer in Ungarn und als Cellist im Pester Theater. Im Jahre 1838 kehrte er nach Wien zurück und wirkte hier als Musikprofessor und Organist.
Batka erfand das Aeolodicon, den Vorgänger der Aeoline, aus der später das Harmonium entwickelt wurde. Mit dieser Erfindung bereiste er viele Orte in Österreich und Deutschland, in ganz Europa erregte er damit großes Aufsehen. Die Instrumente wurden nach seinen Plänen von dem Wiener Orgel- und Instrumentenbauer Jacob Deutschmann gefertigt.
Im Jahre 1843 zog Batka nach Preßburg, wo er als Komponist wirkte. Neben dem Michaelertor kaufte er in der Basteigsse (Nr. 2) ein Haus, wo er dann mit seiner späteren Familie lebte. Am 27. Dezember 1844 heiratete er Johanna Graselli (1812–1882), die Tochter eines aus Como stammenden italienischen Optikers. Aus dieser Ehe ging der gleichnamige Sohn Johann Nepomuk Batka d. J. hervor, später bedeutender Archivar der Stadt Preßburg und bekannter Musikkritiker.
Johann Nepomuk Batka schrieb überwiegend kirchenmusikalische Werke (Gebethe, Gottes Liebe, Ungarisches Rondo), viele von ihnen wurden in der Wiener Karlskirche uraufgeführt. Zu seinen bekanntesten Werken gehört das Larghetto, op. 25 das bei der Einweihung der zweiten Orgel in der Großen Kirche der Deutschen Evangelischen Kirchengemeinde A.B. in Preßburg uraufgeführt wurde. Zur Feier des 25-jährigen Bestandes des Preßburger Kirchenmusikvereins im Jahre 1858 schrieb er eine Festkantate.
Johann Nepomuk Batka starb am 13. August 1874 in Preßburg und wurde am Andreas-Friedhof zu Preßburg bestattet.